# Naples Foot-Ball Club 1912-1913
Questa voce raccoglie le informazioni riguardanti il Naples Foot-Ball Club nelle competizioni ufficiali della stagione 1912-1913.

## Stagione
In questa stagione il Naples raggiunge la finale del torneo peninsulare ma è battuto dalla Lazio nella doppia sfida.

## Divise
| Manica sinistra · Manica sinistra · Maglietta · Maglietta · Manica destra · Manica destra · Pantaloncini · Calzettoni |

## Organigramma societario
Area direttiva
- Presidente:  Emilio Anatra

Area tecnica
- Allenatore:

## Rosa
| N. |                      | Ruolo | Calciatore        |
| -- | -------------------- | ----- | ----------------- |
|    | Italia (bandiera)    | P     | Guido Cavalli     |
|    | Italia (bandiera)    | D     | Gaetano Del Pezzo |
|    | Italia (bandiera)    | D     | Carlo Garozzo     |
|    | Italia (bandiera)    |       | Paduli            |
|    | Danimarca (bandiera) |       | Hansen            |
|    | Italia (bandiera)    |       | Grieco            |
|    | Italia (bandiera)    |       | Mario Argento     |

| N. |                      | Ruolo | Calciatore                     |
| -- | -------------------- | ----- | ------------------------------ |
|    | Danimarca (bandiera) | A     | Samuel Pjeturson Thorsteinsson |
|    | Italia (bandiera)    |       | Paduli III                     |
|    | Italia (bandiera)    |       | Dodero                         |
|    | Italia (bandiera)    |       | Imerigo                        |
|    | Italia (bandiera)    |       | Bruschini                      |
|    | Italia (bandiera)    |       | Troise                         |
|    | Italia (bandiera)    |       | Mascoli                        |

## Risultati

### Prima Categoria

#### Girone campano
| Arbitro: | Joima (Napoli) |

|                          |           |        |
| Paduli III Thorsteinsson | Marcatori | Fawles |

| Arbitro: | Palmieri (Roma) |

|               |           |                                     |
| Jenny De Rosa | Marcatori | ?’ (rig.), ?’ (rig.) Hansen Imerigo |

#### Finale torneo peninsulare
| Arbitro: | Reichlin (Napoli) |

|        |           |                    |
| Troise | Marcatori | Coraggio Consiglio |

| Arbitro: | Malvano (Torino) |

|           |           |            |
| Consiglio | Marcatori | Paduli III |

## Statistiche
Statistiche aggiornate al 30 marzo 1913.

### Statistiche di squadra
| Competizione    | Punti | In casa | In casa | In casa | In casa | In casa | In casa | In trasferta | In trasferta | In trasferta | In trasferta | In trasferta | In trasferta | Totale | Totale | Totale | Totale | Totale | Totale | DR |
| Competizione    | Punti | G       | V       | N       | P       | Gf      | Gs      | G            | V            | N            | P            | Gf           | Gs           | G      | V      | N      | P      | Gf     | Gs     | DR |
| --------------- | ----- | ------- | ------- | ------- | ------- | ------- | ------- | ------------ | ------------ | ------------ | ------------ | ------------ | ------------ | ------ | ------ | ------ | ------ | ------ | ------ | -- |
| Prima Categoria | 5     | 2       | 1       | 0       | 1       | 3       | 3       | 2            | 1            | 1            | 0            | 4            | 3            | 4      | 2      | 1      | 1      | 7      | 6      | +1 |
| Totale          | 5     | 2       | 1       | 0       | 1       | 3       | 3       | 2            | 1            | 1            | 0            | 4            | 3            | 4      | 2      | 1      | 1      | 7      | 6      | +1 |

### Statistiche dei giocatori
| Giocatore          | Prima Categoria | Prima Categoria |
| Giocatore          | Presenze        | Reti            |
| ------------------ | --------------- | --------------- |
| M. Argento         | 3               | 0               |
| Bruschini          | 1               | 0               |
| G. Cavalli         | 4               | -6              |
| G. Del Pezzo       | 4               | 0               |
| Dodero             | 4               | 0               |
| C. Garozzo         | 4               | 0               |
| Grieco             | 2               | 0               |
| L. Falco           | 3               | 0               |
| Hansen             | 4               | 2               |
| Imerigo            | 2               | 1               |
| Mascoli            | 1               | 0               |
| Paduli             | 4               | 0               |
| Paduli III         | 4               | 2               |
| S. P.Thorsteinsson | 4               | 1               |
| Troise             | 2               | 1               |